# Star Trek: The Kobayashi Alternative
Star Trek: The Kobayashi Alternative este un joc de text pentru computer cu tematică Star Trek dezvoltat de către studioul american Micromosaics, conceput pentru Apple II Plus, Apple IIe și Apple IIc. Jocul a fost disponibil și pentru Commodore 64, Macintosh și IBM PC. Această aventură text a fost publicată pentru prima dată în 1985 de Simon & Schuster. Jucătorul își asumă rolul amiralului James T. Kirk.

## Gameplay
În rolul lui Kirk, jucătorul comandă acțiunile echipajului Enterprise, precum și nava Enterprise însăși.
Intriga se bazează pe ideea că Flota Stelară înlocuiește scenariul Kobayashi Maru⁠(d) cu un nou test bazat pe o misiune din jurnalele lui Enterprise. Se presupune că jucătorul testează această „evaluare a performanței comandamentului alternativ Kobayashi” pentru un amiral al Flotei Stelare.

## Recepție
Computer Gaming World a criticat jocul pentru numeroasele erori și documentația proastă, aprobând în același timp designul jocului și portretizarea echipajului. Revista a anunțat că versiunea 1.1 pentru Apple cu documentație îmbunătățită încă conținea erori, inclusiv una serioasă la vizitarea lui Orna și a concluzionat că „nu-l pot recomanda”.